# Elisa Frota Pessoa
Elisa Frota Pessoa (Río de Janeiro, 17 de enero de 1921 – Río de Janeiro, 28 de diciembre de 2018), nacida como Elisa Esther Habbema de Maia, fue una física experimental brasileña. Fue una de las tres primeras mujeres en obtener el título en Física en Brasil. En 1949 fundó el Centro Brasileño de Investigación Física. Se distinguió por sus estudios en radioactividad y en los mesones.

## Primeros años
Elisa Frota Pessoa era hija de Elisa Habbema de Maia y del abogado Juvenal Moreira Maia. Desde muy temprano, y aun en la Escuela Paulo de Frontin, en Río de Janeiro, mostró su interés y facultades para las ciencias destacando en ello. Fue entonces cuando empezó a pensar en cursar una carrera de ciencias. Para materializar su vocación tuvo que hacer frente a las restricciones del sistema educativo, así como luchar contra las resistencias y prejuicios de la sociedad de entonces, empezando por su propio padre, que pensaba que los estudios superiores y las ciencias no eran algo propio de mujeres.
Se casó a los 18 años con su antiguo profesor, el biólogo Oswaldo Frota-Pessoa, con quien tuvo dos hijos, Sonia y Roberto. En 1951 se separó y comenzó a vivir con el también físico Jayme Tiomno.

## Trayectoria profesional e investigadora
Elisa Frota Pessoa obtuvo el título en 1942, el mismo año que Sonja Ashauer, convirtiéndose ambas en las segundas mujeres graduadas en Física en Brasil, después de Yolande Monteux, que lo consiguió en 1938. Durante el segundo año de carrera empezó a colaborar como asistente con el profesor Joaquim da Costa Ribeiro, uno de los más importantes físicos de Brasil. Trabajó con Costa Ribeiro sin recibir salario hasta 1944, año en el que obtuvo una beca en la Universidad de Sao Paulo donde permaneció hasta 1946 que volvió a la Universidad en Río con la perspectiva ya en mente de poner en marcha un centro de investigación nacional.
Junto con su marido Jayme Tiomno y otros físicos como José Leite Lopes, Cesar Lattes y Mario Schenberg, promovió la ciencia en Brasil, enfrentándose, al mismo tiempo, al prejuicio de ser mujer y estar separada de su marido en una época en que el divorcio era ilegal en Brasil. En 1949 fundó, junto con otros colegas, el Centro Brasileño de Investigación Física (CBPF), donde fue Jefa de la División de Emulsiones Nucleares hasta 1964.
En 1950 publicó con Neusa Margem, una de las poineras de la física de partículas en Brasil, el primer artículo de investigación Sobre la desintegración del mesón pesado positivo. Este trabajo obtuvo por primera vez resultados que apoyaron experimentalmente la teoría V-A de la interacción débil.
Frota Pessoa se mudó a Brasilia en 1965 para trabajar en la Universidad de Brasilia. Luego fue transferida a la Universidad de São Paulo, pero fue expulsada durante el Ato Institucional Número Cinco en abril de 1969. Huyendo de la persecución de la dictadura militar, trabajó en Europa y Estados Unidos, donde colaboró en la formación de físicos brasileños. En 1980 retomó su trabajo en el CBPF, implantando un laboratorio de emulsiones nucleares para espectroscopia nuclear. Incluso después de la jubilación obligatoria, en 1991, permaneció hasta 1995 como profesora emérita en el centro.